# مردی عاری از شرافت
«مردی عاری از شرافت» (انگلیسی: A Man Without Honor) قسمت ششم از فصل دومِ مجموعهٔ تلویزیونیِ خیال‌پردازانهٔ بازی تاج‌وتخت و قسمت ۱۶ از کلِ این سریال است.
فیلم‌نامه‌نویس‌های این قسمت که در ۱۳ مه ۲۰۱۲ پخش شد، دیوید بنیاف و دی. بی. وایس و کارگردان آن دیوید ناتر است.
عنوان این قسمت اشاره به دیدگاه و نظرِ کتلین استارک دربارهٔ جیمی لنیستر است که پس از کشتن یکی از اعضای خانوادهٔ خودش به او گفت: «تو مردی عاری از شرافت هستی».